# Keith Parmeter Latey
Keith Parmeter Latey (Omaha, 4 maart 1896 – Perham, 13 augustus 1987) was een Amerikaans componist, dirigent en trombonist. Voor bepaalde werken gebruikte hij het pseudoniem: John P. Logan. Hij is de zoon van het echtpaar Alfred Jenkins Latey (1868-1911) en Winifred Eliza Parmeter (1873-1964).

## Levensloop
Latey was eerst als muzikant in civiele ensembles werkzaam. Gedurende de Eerste Wereldoorlog werd hij militaire muzikant en reisde met zijn muziekkapellen door de wereld. Tijdens de Eerste Wereldoorlog was hij gestationeerd in Hawaï ver af van de oorlogsfront. In 1933 werd hij tot kapelmeester van het 168e Infanterie Regiment van het Amerikaanse leger benoemd. Vanaf 1942 was hij chef-dirigent bij de muziekkapel van het 744th United States Air Force Regiment. Het gehele bataljon werd gedurende de Tweede Wereldoorlog door de  Duitse veldmaarschalk Erwin Rommel gevangengenomen, maar Latey was tijdens deze operatie als patiënt in een ziekenhuis in Engeland. Na de oorlog was hij van 1945 tot 1955 dirigent van de muziekkapel van het 134th United States National Guard Regiment.
Als componist schreef hij werken voor harmonieorkest, vooral marsen.
Hij huwde met Ella L. Carothers (1898-1991). Samen hadden zij een dochter Sylvia (1923-1988).

## Composities

### Werken voor harmonieorkest
- 1930 American Legion Post Number One
- 1935 34th Division, mars
- 1942 The Streamliner March
- 1949 Trombone Treat
- 1952 Slippery Streets
- 1952 The Skipper, mars
- 1955 Doc's March
- 1955 Iron Mike's March
- 1955 Tangier Temple, mars
- 1956 Sound Off, mars
- 1962 Yellowjacket
- 1973 Diddy's ditty
- 134th Army Band
- America Triumphant March
- Barnyard Skedaddle